# ژوزف میشل تانکوانی
ژوزف میشل تانکوانی (به فرانسوی: Joseph Michel Tancoigne)، متولد ۸ آوریل ۱۷۸۷در شهر پاریس، فوت ۲۷ اکتبر ۱۸۵۵ پاریس. پدرش ژوزف میشل تانکوانی و مادرش اودیل رمیون بود. او با اَدل باربه گوئرنی ازدواج کرد.
او در مدرسه زبان‌های مدرن شرقی تحصیل و سپس بین سال‌های ۱۸۰۷ و ۱۰۸۹ میلادی در هیئتی که ژنرال کلود متیو گاردان در رأس آن بود به عنوان مترجم، به ایران سفر کرد؛ تانکوانی را ژنرال سباستیانی سفیر ناپلئون در استانبول به تهران فرستاده بود زیرا که عضو سفارت فرانسه در استانبول بود. از دیگر اعضای این هیئت می‌توان به آدرین دوپره اشاره کرد. این هیئت برای تکمیل ماموریت‌های ناتمام فرستادگان قبلی ناپلئون بناپارت، یعنی ژوبر و بن‌تان، و اجرای عهدنامه فینکشتاین به دربار فتحعلی شاه قاجار عازم شد. و در سال ۱۸۱۹ حاصل سفر خود را در کتابی دو جلدی با عنوان "Lettres sur la Perse et la Turquie d'Asie" منتشر کرد.
این کتاب در ایران با عنوان «نامه‌هایی دربارهٔ ایران و ترکیه آسیا» توسط علی‌اصغر سعیدی ترجمه و در سال ۱۳۸۳ توسط نشر چشمه منتشر شد.
نفیسی در جلد اول کتاب «تاریخ اجتماعی و سیاسی ایران در دورهٔ معاصر» ذیل عنوان نتیجه مأموریت تانکوانی در ایران نوشته: «کتاب تانکوانی شامل ۳۶ نامه مفصل است که در مراحل مختلف این سفر به خانمی از دوستان خود در پاریس نوشته. از این نامه‌ها خوب پیداست که مردی راستگو و بی غرض بوده و چون فارسی می‌دانسته‌است از اوضاع اطلاعات دقیق و درست داشته و کتاب او پر از اطلاعات بسیار جالب دربارهٔ اوضاع ایران در آن زمان است.»